# 제31회 유럽 영화상
제31회 유럽 영화상은 2018년 12월 15일에 열린 시상식이다.

## 수상 및 후보

### 유러피안 작품상
- 콜드 워 - 파벨 포리코브스키 수상
- 경계선 - 알리 아바시
- 도그맨 - 마테오 가로네
- 걸 - 루카스 돈트
- 행복한 라짜로 - 알리체 로르와커

### 유러피안 코메디상
- 스탈린의 죽음 - 아만도 이아누치 수상
- 세라비, 이것이 인생! - 올리비에르 나카체 외 1명
- 디아만티노 - 가브리엘 아브란테스 외 1명

### 유러피안 디스커버리상
- 걸 - 루카스 돈트 수상
- 원데이 - 소피아 실라기
- 스캐어리 마더 - 아나 우루샤제
- 더 길티 - 구스타브 몰러
- 도즈 후 아 파인 - 시릴 쇼이블린
- 터치 미 낫 - 애디너 핀틸리

### 유러피안 다큐멘터리상
- 베르히만 - 어 이어 인 어 라이프 - 얀 망누손 수상
- 어 우먼 캡쳐드 - 버나뎃 투자 리터
- 아버지와 아들 - 타달 델키
- 멀리 개 짖는 소리가 들리고 - 시몬 레렝 빌몽
- 타인의 침묵 - 알무데나 카라세도 외 1명

### 유러피안 애니메이션상
- 어나더 데이 오브 라이프 - 라울 데 라 푸엔테 외 1명 수상
- 얼리맨 - 닉 파크
- 브레드위너 - 노라 트메이
- 화이트 팡 - 알렉상드르 에스피가레

### 유러피안 단편영화상
- 글리 안니 - 사라 프가이어 수상
- 아쿠아파키에 - 안나 모레이라
- 부르키나 브란덴부르크 콤플렉스 - 울루 번
- 그래쥬에이션 '97 - 파블로 오스트리코프
- 아이 사인드 더 페티션 - 마디 플레이펠
- 자본주의 - 파블로 무노즈 고메즈
- 콘테너 - 제바스티안 랑
- 메리엠 - 리버 도스키
- 프리즈너 오브 소사이어티 - 라티 티틀라제
- 라세츠 레스 쉬앙 - 마누 플레이뚜
- 셰임 - 피터 크루모브
- The Escape - Laetitia Martinoni
- 도즈 후 디자이어 - 엘레나 로페즈 리에라
- 피해자를 위한 랩 - 헤더 필립슨
- 야수 - 니콜라 케펜

### 유러피안 감독상
- 콜드 워 - 파벨 포리코브스키 수상
- 경계선 - 알리 아바시
- 폭스트롯 - 사무엘 마오즈
- 행복한 라짜로 - 알리체 로르와커

### 유러피안 여우주연상
- 콜드 워 - 요안나 쿨릭 수상
- 3 타게 인 키브롱 - 마리 바우머
- 경계선 - 에바 멜란데르
- 행복한 라짜로 - 알바 로르와처
- 페트라 - 바바라 레니
- 어느 여자의 전쟁 - 할도라 가이어하즈도티르

### 유러피안 남우주연상
- 도그맨 - 마르첼로 폰테 수상
- 보리 vs 매켄로 - 스베리르 구드나손
- 콜드 워 - 토마즈 코트
- 걸 - 빅터 폴스터
- 더 길티 - 야곱 세데르그렌
- 더 해피 프린스 - 루퍼트 에버릿

### 유러피안 각본상
- 콜드 워 - 파벨 포리코브스키 수상
- 더 길티 - 구스타브 몰러 외 1명
- 경계선 - 알리 아바시 외 2명
- 도그맨 - 마테오 가로네 외 2명
- 행복한 라짜로 - 알리체 로르와커

### 유러피안 촬영상
- 우퇴위아 22. 율리 - Martin Otterbeck 수상

### 유러피안 음악상
- 3 타게 인 키브롱 - 크리스토프 카이저 외 1명 수상

### 유러피안 편집상
- 콜드 워 - 야로스와프 카민스키 수상

### 유러피안 미술감독상
- 레토 - Andrey Ponkratov 수상

### 유러피안 사운드디자이너상
- 더 캡틴 - 안드레 벤도치-알베스 외 1명 수상

### 유러피안 의상디자이너상
- 도그맨 - Massimo Cantini Parrini 수상

### 유러피안 헤어&메이크업상
- 도그맨 - Lorenzo Tamburini 외 2명 수상

### 유러피안 시각효과상
- 경계선 - 피터 호스 수상

### 유럽영화아카데미 평생공로상
- 카르멘 마우라 수상

### 올해의 유러피안 공동제작상
- Konstantinos Kontovrakis 외 1명 수상

### 유러피안 월드 시네마상
- 랄프 파인즈 수상

### 명예상
- 코스타 가브라스 수상

### 관객상
- 콜 미 바이 유어 네임 - 루카 구아다니노 수상

### EFA 장편 영화 셀렉션
- 3 타게 인 키브롱 - 에밀리 아테프
- 아가 - 밀코 라자로브
- 안나의 전쟁 - 알렉세이 페도르첸코
- 어리드미아 - 보리스 흘레브니코프
- 아이카 - 세르게이 드보르체보이
- 비스트 - 마이클 피어스
- 경계선 - 알리 아바시
- 보리 vs 매켄로 - 야누스 메츠
- 카르멘 & 롤라 - 아란트자 이케베리아
- 코베인 - 나누크 레오폴드
- 콜드 워 - 파벨 포리코브스키
- 아직 끝나지 않았다 - 자비에 르그랑
- 디아만티노 - 가브리엘 아브란테스 외 1명
- 도그맨 - 마테오 가로네
- 돈바스 - 세르히 로즈니차
- 도블라토프 - 알렉세이 게르만 주니어
- 폭스트롯 - 사무엘 마오즈
- 낯선 여행 - 아그네즈카 스모친스카
- 걸 - 루카스 돈트
- 행복한 라짜로 - 알리체 로르와커
- 그리움 - 샤비 가비존
- 마드모아젤 파라디스의 피아노 - 바바라 앨버트
- 남자는 울지 않는다 - 알렌 드리예비치
- 마이클 인사이드 - 프랭크 베리
- 밀라다 - 데이빗 먼카
- 얼굴 - 마우고시카 슈모프스카
- 원데이 - 소피아 실라기
- 패딩턴 2 - 폴 킹
- 페트라 - 하이메 로살레스
- 피티 - 바비스 마크리디스
- 폼메그래네이트 오처드 - 일가 나자프
- 사라진 아이: 포로로카 - 콘스탄틴 포페스쿠
- 스캐어리 마더 - 아나 우루샤제
- 소년범의 일기 - 위르실라 메이에
- 스틱스 - 울프강 피셔
- 더 캡틴 - 로베르트 슈벤트케
- 자이언트 - 아이토르 아레기 외 1명
- 더 길티 - 구스타브 몰러
- 더 하우스 바이 더 씨 - 로베르 게디기앙
- 살인마 잭의 집 - 라스 폰 트리에
- 레토 - 키릴 세레브렌니코프
- 야생 배나무 - 누리 빌게 제일란
- 도즈 후 아 파인 - 시릴 쇼이블린
- 터치 미 낫 - 애디너 핀틸리
- 통행증 - 크리스티안 펫졸드
- 우퇴위아 22. 율리 - 에릭 포페
- 언더 더 트리 - 하프슈타인 군나르 지그라쏜
- 왓 윌 피플 세이 - 이람 하크
- 어느 여자의 전쟁 - 베네딕트 얼링슨

### EFA 다큐멘터리 셀렉션
- 어 우먼 캡쳐드 - 버나뎃 투자 리터
- 베르히만 - 어 이어 인 어 라이프 - 얀 망누손
- 엔드 오브 라이프 - 파웰 워이타식 외 1명
- 미티어스 - 구르칸 켈테크
- 아버지와 아들 - 타달 델키
- 사무니 로드 - 스테파노 사보나
- 스르벤카를 부르며 - 네보이샤 슬리예프체비치
- 타잔스 테스티클스 - 알렉산드루 솔로몬
- 더 데드 네이션 - 라두 주데
- 멀리 개 짖는 소리가 들리고 - 시몬 레렝 빌몽
- 더 러스트 포 파워 - 테레자 느보토바
- 모든 것의 이면 - 밀라 튜라릭
- 또 다른 벽 - 파우 오르티즈
- 그녀는 시를 쓴다 - 스테파니 브로크하우스 외 1명
- 타인의 침묵 - 알무데나 카라세도 외 1명